# Akanishi Jin
Akanishi Jin (på japanska 赤西仁 ) är en japansk sångare och skådespelare, född den 4 juli 1984
Jin är medlem i den populära Johnny's gruppen KAT-TUN, och är en av gruppens led-sångare, tillsammans men Kamenashi Kazuya. 12 oktober, 2006, meddelade Akanishi att han skulle ta en paus från gruppen, för att åka till USA för att studera språk. 
Jin återvände till Japan den 19 april, 2007. 
Jin återförenades med gruppen under deras cartoon KAT-TUN II YOU turné 2007, den 21 april, 2007

## Profil
- Namn: 赤西仁
- Namn: Akanishi Jin
- Smeknamn: Bakanishi
- Födelse ort: Tokyo, Japan
- Födelsedag: 4 juli, 1984
- Längd: 176 cm
- Vikt: 64 kg
- Stjärntecken: Kräfta
- Blodgrupp: O
- Familj: Yngre bror, (Akanishi Reio)

## Diskografi
Se bandet KAT-TUN.

## Filmografi

### Draman
- Yukan Club - Shochikubai Miroku (NTV, 2007)
- Anego - Kurosawa Akihiko (NTV, 2005)
- Gokusen 2 - Yabuki Hayato (NTV, 2005)
- Xmas Nante Daikirai - Kitagawa Sho (NTV, 2004)
- Omae no yukichi ga naiteiru (TV Asahi, 2001)
- Haregi, Koko Ichiban (NHK, 2000)
- Taiyou wa Shizumanai (Fuji TV, 2000)
- Best Friend (1999)
- Kowai Nichiyoubi (1999)

### Röster
- Speed Racer (2008)

### Musikaler
- Dream Boy 2004
- Dream Boys 2006
- Shock

## Priser
- 11:a Nikkan Sports Drama Grand Prix (2007): Best Actor for Yukan Club